# 沙梨頭炮台
沙梨頭炮台，是曾位於澳門沙梨頭山坡上之炮台，現已全部拆除。

## 沿革
沙梨頭炮台建於1624年(即明天啟四年)，由澳門總督馬士加路也(D.Francisco Mas Carenha)指揮興建。昔日葡萄牙委任之澳門總督曾欲在此建城台作為駐地，但被當時的兩廣總督何士晉予以拆除。次年，明政府以武力威脅，將炮台的城台和高牆拆除。其後於1640年(即明崇禎十三年)，炮台終於在明政府之逼令下，將餘下的炮台部分拆除。

## 外部連結
- 澳門百科全書：沙梨頭炮台 （页面存档备份，存于）